# Radha Mitchell
Radha Rani Amber Indigo Anunda Mitchell (Melbourne, 12 november 1973) is een Australisch actrice.

## Biografie
Mitchells moeder was model, later ontwerpster, haar vader was filmmaker. Haar ouders scheidden tijdens haar kindertijd. Haar voornaam Radha komt uit het Hindoeïsme. Oorspronkelijk heette ze Radha Rani, maar dat tweede deel liet ze vallen. Mitchell is vegetariër en beoefent yoga.
Mitchells eerste hoofdrol was in de Australische komedieserie Sugar and Spice uit 1988. In 1994 was ze te zien in zes afleveringen van de soap Neighbours. In 2000 speelde ze een hoofdrol in de film
Pitch Black, naast Vin Diesel. In de jaren 2000 was ze te zien in onder meer Phone Booth (2002), Man on Fire (2004), Mozart and the Whale (2005) en Rogue (2007). In 2013 speelde Mitchell de hoofdrol in Red Widow, de Amerikaanse versie van Penoza.